# 小行星2077
小行星2077（2077 Kiangsu），又称为江苏星，是由紫金山天文台在1974年12月18日发现的火星轨道穿越小行星。
該小行星以中國江苏省命名。